# Pères paulins

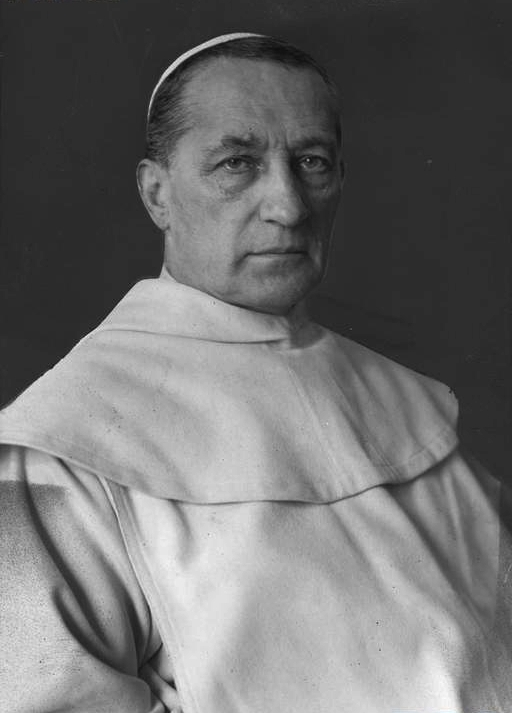
Pius Przeździecki.

Les Pères paulins, officiellement Pères de l'Ordre de Saint-Paul-Premier-Ermite (en latin: Ordo Sancti Pauli Primi Eremitæ) est un ordre religieux catholique qui doit son nom à saint Paul de Thèbes.
Les membres de l'ordre signent avec l'abréviation « O.s.p.p.e. »

## Historique

### Fondation et débuts
L'ordre a été fondé en Hongrie en 1250 par saint Eusèbe d'Esztergom (en) qui fusionna une nouvelle communauté érémitique formée par lui et celle fondée en 1215 par l'évêque bénédictin Barthélémy de Pecs, à Patacs. Leur règle est fondée sur celle des chanoines réguliers de saint Augustin.
Le premier monastère, dédié à la Sainte-Croix,  se trouve sur le mont Pilis et cultive une grande dévotion mariale. Eusèbe, grâce à l'appui de saint Thomas d'Aquin, obtient la bénédiction du pape Urbain V en 1262. La règle est confirmée en 1308 par Clément V et les constitutions approuvées l'année suivante.

### Diffusion
L'ordre paulin se diffuse rapidement en Croatie avec cinquante monastères, des écoles et même une université. Il s'installe en Pologne en 1382, où il va connaître au cours des siècles un essor constant. Leur première installation est au célèbre monastère de Jasna Góra, lieu de pèlerinage à la Vierge de Częstochowa.
La communauté de la chartreuse de Lövöld, fondée en 1364, en Hongrie, est renforcée par la réception d'un bon nombre d'anciens paulins. Le père général Tristan et le prieur André portent plainte en 1371 à l'archevêque de Strigonie, Thomas Telegdi, qui interdit sévèrement aux chartreux de recevoir parmi eux les pauliniens. Mais l'affaire est renvoyée à Rome et, finalement, le pape Eugène IV défend l'entrée des profès pauliniens dans tout autre ordre, excepté celui des chartreux, en faveur duquel une pleine liberté restait concédée. En 1396, le landgrave Johann von Leuchtenberg fonde à Sankt Oswald-Riedlhütte l'abbaye de Sankt Oswald qui sera jusqu'en 1427 la seule abbaye de Pères paulins en Bavière, jusqu'à son transfert à l'ordre des chanoines augustins.
L'ordre culmine au XVIe siècle avec huit provinces et trois cents couvents, même en Palestine et en Égypte. Mais la Réforme protestante les chasse des pays du nord et de Scandinavie. L'époque compte alors plusieurs martyrs de l'ordre.

### Reconstruction
De strictement contemplatif, l'ordre se transforme en ordre apostolique à partir de la Pologne et du monastère de Jasna Gora. Il va essaimer au XIXe siècle et jusqu'au milieu du XXe siècle en Pologne, dans les pays d'Europe centrale et aux États-Unis, où il suit les immigrés polonais.

### Aujourd'hui
L'ordre comptait, en 2017, 71 monastères et 493 religieux, partagés en pères et en frères. Il est présent en Pologne, Hongrie, Croatie, Ukraine, Biélorussie, République tchèque,République slovaque Allemagne, Belgique, Italie, États-Unis, Australie, Afrique du Sud, et au Cameroun.
Leur habit est blanc en hommage au « Docteur angélique » saint Thomas d'Aquin.

## Prieurs généraux auXXesiècle
- Euzebiusz Rejman (1903-1910)
- Piotr Markiewicz (1920-1931)
- Pius Przeździecki (1931–1941)
- Ludwik Nowak (1957–1963)
- Jerzy Tomziński (1963–1975)
- Grzegorz Kotnis (1975–1978)
- Józef Płatek (1978–1990)
- Jan Nalaskowski (1990–1996)
- Stanisław Turek (1996–2002)
- Izydor Matuszewski (2002–2014)
- Arnold Chrapkowski (depuis 2014)

## Source
- (it) Cet article est partiellement ou en totalité issu de l’article de Wikipédia en italien intitulé « Ordine di San Paolo Primo Eremita » (voir la liste des auteurs).